# ニューヨーク・パンク
ニューヨーク・パンクは、パンク・ロックの中でも1970年代にニューヨークで産まれたものを特に言う（諸説あり）。

## 概要
ヴェルヴェット・アンダーグラウンドやイギー・ポップ（ザ・ストゥージズ）、ニューヨーク・ドールズなどがルーツとされる（諸説あり）。1970年代後半にはパティ・スミス、テレヴィジョン、ラモーンズ、トーキング・ヘッズらが、スタジアム・ロック全盛時に、マキシズ・カンサス・シティやCBGBなどのライブハウスを拠点に演奏するようになった。イギリスのセックス・ピストルズなどにも多くの影響を与え、世界的なパンク・ロック・ムーブメントの先駆けとなった。
政治的・社会的反抗が生んだロンドン・パンクに比べ、ニューヨーク・パンクは、音楽的反抗心・芸術的拘りが特徴といえる。その後、メインストリームを中心としたニュー・ウェイヴ、前衛的なノー・ウェイヴ、過激な政治的なメッセージを持つハードコア・パンクなどへと派生していく。

## ニューヨーク・パンクに分類されるアーティスト
- テレヴィジョン
- ラモーンズ
- パティ・スミス
- トーキング・ヘッズ
- ブロンディ
- ジョニー・サンダース＆ザ・ハートブレイカーズ
- リチャード・ヘル＆ザ・ヴォイドイズ
- デッド・ボーイズ
- スーサイド
- ディクテイターズ
- ミンクデヴィル